# كاثلين ميريكانجاس
كاثلين ريس ميريكانجاس (بالإنجليزية: Kathleen Ries Merikangas)‏ هي رئيسة فرع أبحاث علم الأوبئة الوراثية في برنامج البحوث داخل المعهد الوطني للصحة العقلية (NIMH) وأستاذة مساعدة في علم الأوبئة في كلية جونز هوبكنز بلومبرج للصحة العامة. نشرت أكثر من 300 ورقة بحثية، وهي معروفة بعملها في الاضطرابات النفسية للمراهقين.

## النشأة والتعليم
ولدت ميريكانجاس كاثلين ريس لإف ويليام ودوروثي كامبل ريس. حصلت ميريكانجاس على درجة البكالوريوس بامتياز مع مرتبة الشرف في علم النفس التجريبي والموسيقى من جامعة نوتردام عام 1973. وحصلت على درجة الماجستير من كلية الطب في جامعة بيتسبرغ، برعاية المعهد الوطني لإدمان الكحول واضطراب استخدام الكحول. خلال هذا الوقت، قامت بالتدريب السريري والتدريب الداخلي في معهد وعيادة الطب النفسي الغربي في كلية الطب في جامعة بيتسبرغ. حصلت على دكتوراه في وبائيات الأمراض المزمنة من كلية الصحة العامة في جامعة بيتسبرغ في عام 1981، مع التركيز على إجراء البحوث السريرية على الاضطرابات العاطفية.

## روابط خارجية
- كاثلين ميريكانجاس منشورات مفهرسة من قبل جوجل سكولار